# Sötgräs
Sötgräs eller Luktven (Cinna latifolia) är ett sällsynt flerårigt gräs, ofta högväxande och med sötaktig doft. Första fyndet av gräset gjordes i Hassela socken, Hälsingland. Det förekommer från Värmland till Ångermanland.